# Platygaster stefaniellae
Platygaster stefaniellae is een vliesvleugelig insect uit de familie van de Platygastridae. De wetenschappelijke naam van de soort is voor het eerst geldig gepubliceerd in 2000 door Buhl.